# Oberheuslingen
Oberheuslingen ist ein Stadtteil von Freudenberg in Nordrhein-Westfalen.

## Geographie
Oberheuslingen ist einer von 17 Stadtteilen von Freudenberg und liegt in einer stark bewaldeten Mittelgebirgsregion. Im Osten grenzt es an den Ortsteil Lindenberg, im Norden an den Ortsteil Bottenberg und im Süden an den Ortsteil Niederheuslingen. Der „Oberasdorfer Sattel“ zieht sich von Oberasdorf über Oberheuslingen bis nach Zeitenbach.

## Geschichte
Oberheuslingen besteht aus mehreren kleinen Ansiedlungen, die fast ganz von Wald umgeben sind, diese sind Grund, Bruch und Zeitenbach (auch Züdenbach, Zydenbach, Ziedenpach, Zeidenbach), die namentlich als Grund zusammengefasst wurden. Erstmals erwähnt wird der Ort 1404 als Huselingen, das Gemeindestück Grund 1575 als Obernhönnslingen. Der Ort zählte zu den Besitztümern der Grafen von Nassau und wurde 1575 an das Adelsgeschlecht  „von Selbach zu Crottorf“ sowie an „von Hatzfeld“ überschrieben. Im Jahre 1600 betrug die Einwohnerzahl etwa 43 Steuerpflichtige Personen, verteilt auf alle Dorfteile. 1777 wurde im Häuslinger Grund ein neues Schulgebäude als Ersatz für die alte „Kapellenschule“ errichtet. Oberheuslingen wurde im Verlauf der Geschichte als Ort und Gemeinde mit etlichen weiteren Schreibweisen in Dokumenten zu Besitzwechseln und Abgaben notiert.
Den Landschaftsverhältnissen entsprechend bauten die meisten Einwohner ihre Häuser in den Niederungen des Häuslingtales, durch das die Bäche Heusling und Zeitenbach fließen und somit eine ständige Wasserversorgung gewährleistet war. Als Einkommensquelle betrieben die meisten Einwohner Land- und Forstwirtschaft, vor allem in Form des Haubergs. Die Felder wurden auf den umgebenden höheren Gebieten angelegt, die es rund um das Dorf gibt. In die Niederungen wurden die Wiesen angelegt, die für die Ernährung des Viehs gebraucht wurden, welches auch ausreichend Wasser benötigte.
In den Jahren 1630 bis 1632 wütete die Pest in den Nachbargemeinden. In der Zeit vom Oktober 1631 bis zum Februar 1632 wurden 48 Einwohner in Niederndorf dahingerafft. Dann war die Epidemie vorbei, tauchte aber 1633 in dem Dorf Niederschelden wieder auf. Monatelang klangen dort die Sterbeglocken und der Ort hatte 65 Tote zu beklagen. Im Juni 1635 brach die Pest in Oberheuslingen aus und tötete 32 Personen. Die Pest hörte auf, nachdem sich zwei junge Männer aufrafften und die Leichen zu Fuß nach Oberfischbach brachten.
Zwei Familien arbeiteten als Köhler und stellten Holzkohle für die in der Ortschaft Gosenbach gelegene „Alte Hütte“ her, die sie mit dem Pferdefuhrwerk auslieferten. Etwa 1860 wurde festgestellt, dass in Oberheuslingen Eisenerzvorkommen lagen, daraufhin wurde eine Grubengewerkschaft gegründet und die Stollen Morgenstern und Landenberg gegraben. Der Betrieb der Stollen wurde aber nach kurzer Zeit eingestellt, da der gewünschte Erfolg nicht eintrat. Die Lage der Stollen und zum Teil die Eingänge können heute noch besichtigt werden.
Im Jahr 1891 wurde damit begonnen, Straßen durch das Dorf zu bauen. Die Wege verbanden die Dorfteile Zeitenbach, Grund und Bruch mit den Nachbardörfern Niederheuslingen und Oberfischbach, die zugehörige Kirchengemeinde. Der Weg ins Nachbardorf Bottenberg wurde erst gegen 1914 begonnen und etwa 1930 beendet.
Am 1. Januar 1969 wurde Oberheuslingen nach Freudenberg eingemeindet.
Bis in die 1990er Jahre hat sich in dem Dorf nicht viel verändert. Noch viele Einwohner betrieben Land- und Haubergswirtschaft, nun aber als Nebenerwerb. Industrie hat es in Oberheuslingen kaum gegeben. Heute wird kaum noch Landwirtschaft betrieben. Die Hauberge werden immer noch bearbeitet und die Bewirtschaftung wird Unternehmen übergeben.

### Einwohnerzahlen
Einwohnerzahlen des Ortes:
| Jahr | Einwohner |
| ---- | --------- |
| 1818 | 120       |
| 1885 | 233       |
| 1895 | 258       |
| 1905 | 263       |
| 1910 | 284       |
| 1925 | 306       |

| Jahr | Einwohner |
| ---- | --------- |
| 1933 | 294       |
| 1939 | 293       |
| 1950 | 347       |
| 1961 | 411       |
| 1967 | 501       |
| 1994 | 851       |

| Jahr | Einwohner |
| ---- | --------- |
| 2000 | 857       |
| 2002 | 876       |
| 2004 | 871       |
| 2007 | 884       |
| 2008 | 889       |
| 2010 | 920       |

| Jahr | Einwohner |
| ---- | --------- |
| 2011 | 930       |
| 2013 | 958       |
| 2014 | 926       |
| 2015 | 910       |
| 2016 | 907       |
| 2017 | 905       |

| Jahr | Einwohner |
| ---- | --------- |
| 2020 | 913       |
| 2021 | 905       |
| 2022 | 906       |

Anmerkung: Einwohnerzahlen 2000 bis 2008 jeweils Stand 30. Juni.

## Persönlichkeiten von Oberheuslingen
Aus Oberheuslingen stammt Maike Kohl-Richter, von 2008 bis zu dessen Tod 2017 Ehefrau von Altbundeskanzler Helmut Kohl.